# Мстёра (станция)
Мстёра — железнодорожная станция Горьковской железной дороги на линии Ковров— Нижний Новгород современного хода Транссиба. Находится в посёлке при станции Мстёра в Вязниковском районе Владимирской области.

## Коммерческие операции
- 2, Продажа пасс. билетов
- 5, Пр/выд. повагонных отправок грузов (откр. площ.)
- 7, Пр/выд. поваг. и мелк. отправок (подъездн. пути)
- 8, Пр/выд. повагонных отправок грузов (крытые склады)